# Somogyvámos
Somogyvámos is een plaats (község) en gemeente in het Hongaarse comitaat Somogy. Somogyvámos telt 806 inwoners (2001).